# Загальноосвітня школа-інтернат № 1 (Павлоград, Дніпропетровська область)
Павлогра́дська загальноосві́тня школа-інтернат I–II ступені́в № 1 — навчальний заклад І-II ступенів акредитації у місті Павлоград Дніпропетровської області.

## Загальні дані
Павлоградська загальноосвітня школа-інтернат I–II ступенів № 1 розташована за адресою: вул. Дніпровська, 585, місто Павлоград (Дніпропетровська область)—51400, Україна.
Директор закладу — Новікова Божена Миронівна.
Мова викладання — українська.

## Історія
Школа-інтернат заснована 25 вересня 1959 року. Навчальний корпус збудований за проєктом 2-02-76.

## Сучасність
Структура школи-інтернату: школа є двустепеневою, 1 ступінь — початкова школа (1-4 класи), 2 ступінь — основна школа (5-9) класи.
В школі-інтернаті № 1 є: спортивний зал; тренажерний зал; кімната психологічного комфорту; ігрові кімнати; музичний зал; дитяче кафе; зал оперативної та актуальної інформації.
працюють: 15 вчителів; 11 вихователів.
Із них мають: вчитель-методист — 1 чол.; вищу категорію — 10 чол.; 1 категорію — 2 чол.; 2 категорію — 3 чол.; спеціаліст — 5 чол.;
«Відмінник освіти України» — 4 чол.; звання «Старший вчитель» — 5 чол.
В школі-інтернаті № 1 працюють довгострокові програми:
1. «Здібні діти». Мета: створення сприятливих умов для розвитку інтелектуального і творчого потенціалу учнів школи-інтернату № 1. Пошук, підтримка і стимулювання інтелектуально і творчо здібних дітей та молоді. Створення умов для самореалізації творчої особистості в сучасному суспільстві.
2. «Екологія». Мета: формування екологічної культури індивіда і суспільства в цілому, формування навичок фундаментальних екологічних знань.
Головним завданням школи-інтернату № 1 є:
соціальний захист дитинства;
забезпечення реалізації прав громадян на неповну середню освіту;
виховання громадян України;
виховання поваги до народних традицій і звичаїв, державної мови, національних цінностей українського народу та інших народів і націй;
формування і розвиток соціальної зрілої, творчої особистості з усвідомленою громадянською позицією, почуттям національної самосвідомості, особистості, підготовленної до професійного самовизначення;
формування засад здорового способу життя та психологічного здоров'я учнів;
створення умов для оволодіння системою наукових знань про природу, людину і суспільство.